# Jondal
Jondal è un ex comune norvegese della contea di Hordaland. Dal 1º gennaio 2020 fa parte del comune di Ullensvang.